# Еді Грніч
Еді Грніч (дан. Edi Hrnic, нар. 26 грудня 2003, Бреннбю, Данія) — данський тхеквондист, бронзовий призер Олімпійських ігор 2024 року, чемпіон Європейських ігор.

## Виступи на Олімпіадах
| Олімпіада  | Дисципліна | Місце |
| ---------- | ---------- | ----- |
| Париж 2024 | до 80 кг   | 3     |